# Чеусов, Николай Гаврилович
Николай Гаврилович Чеусов (1927—1994) — советский передовик сельского хозяйства, бригадир совхоза «Ершовский» Ершовского района Саратовской области. Герой Социалистического Труда (1971).

## Биография
Родился 1 декабря 1927 года в селе Васильевка Краснянской волости в крестьянской семье. 
С 1943 года в период Великой Отечественной войны, в возрасте пятнадцати лет несколько раз сбегал на фронт, но был возвращён и зачислен в Энгельскую школу мотористов торпедных катеров. С 1944 года участник Великой Отечественной войны в составе морских частей Черноморского флота, краснофлотец. За участие в войне был награждён орденом Отечественной войны 1-й степени.
С 1948 года после демобилизации из рядов Советской армии начал работать  трактористом-механизатором и позже был назначен — руководителем тракторно-полеводческой бригады по выращиванию зерновых культур в совхозе «Ершовский» Ершовского района Саратовской области, под руководством Н. Г. Чеусова, тракторно-полеводческая бригада стала одной из лучших в совхозе и районе по сбору урожая пшеницы в тяжёлых условиях. 
23 июня 1966 года  Указом Президиума Верховного Совета СССР «за выдающиеся достижения в труде и по итогам работы в 7-й семилетке (1959—1965)»  Николай Гаврилович Чеусов был награждён Орденом Трудового Красного Знамени.
8 января 1971 года  Указом Президиума Верховного Совета СССР «за выдающиеся успехи, достигнутые в развитии сельскохозяйственного производства и выполнении пятилетнего плана продажи государству продуктов земледелия и животноводства»  Николай Гаврилович Чеусов был удостоен звания Героя Социалистического Труда с вручением Ордена Ленина и золотой медали «Серп и Молот».
Продолжая работать в совхозе, Н. Г. Чеусов, был постоянным участником Всесоюзной выставки достижений народного хозяйства (ВДНХ СССР), за свои трудовые достижения удостаивался медалей выставки различной степени достоинства. 23 декабря 1976 года  Указом Президиума Верховного Совета СССР «за выдающиеся достижения в труде и по итогам работы в 1976 году»  Николай Гаврилович Чеусов был награждён вторым Орденом Трудового Красного Знамени. 
Помимо основной деятельности занимался и общественно-политической работой: с 1971 по 1975 годы избирался депутатом Верховного Совета РСФСР 8-го созыва и в 1986 году был делегатом XXVII съезда КПСС 
Скончался 11 сентября 1994 года в посёлке Учебном.

## Награды
- Медаль «Серп и Молот» (08.04.1971)
- Орден Ленина (08.04.1971)
- Орден Отечественной войны 1-й степени ( 23.12.1985[3])
- Орден Трудового Красного Знамени (23.06.1966; 23.12.1976)
- Медали ВДНХ

## Память
- В 2015 году в посёлке Учебном на доме где жил Н. Г. Чеусов была установлена мемориальная доска